# 150米短跑
150米短跑是田徑短跑項目，不屬於國際田聯認可的賽事，但成績仍會被國際田聯記錄。150米賽事考慮到標準賽道的比例，該賽事通常在田徑場館內進行彎道，亦會有一些為該賽事而特別建造的賽道，允許賽事完全直線進行。

## 世界紀錄
- 男子： 尤塞恩·博爾特 14.35秒， 曼徹斯特 2009年5月17日[1]
- 女子： 弗洛倫斯·格里菲斯-喬伊娜(Florence Griffith Joyner) 16.10秒， 漢城 1988年9月29日[2]

## 不列顛紀錄
- 男子： 马龙·德文尼什 14.87秒， 蓋茨黑德 2011年9月14日[3]
- 女子： 迪齊爾雷·亨利(Desiree Henry) 16.57秒， 紐卡素 2016年9月10日[4]

## 中國紀錄
- 男子： 別舸 15.558秒（W：+0.5），廣東省肇慶市 2018年4月12日
- 女子： 伏娜 18.17秒，墨爾本 2017年2月4日[5]